# Yongle Dadian
Die Yongle-Enzyklopädie (chinesisch 永樂大典 / 永乐大典, Pinyin Yǒnglè Dàdiǎn) ist ein in der Yongle-Ära (1402–1424) der chinesischen Ming-Dynastie entstandenes Werk, das als die umfangreichste Enzyklopädie der Welt galt. Erst nach sechshundert Jahren – Ende 2007 – wurde sie von Wikipedia im Umfang übertroffen. Sie wurde von über 3.000 Gelehrten erstellt und im Jahre 1408 abgeschlossen; das Werk umfasste 22.877 Kapitel in 11.095 Faszikeln. Der Platzbedarf der Manuskripte soll 40 m³ betragen haben, das entspräche weit über 300 m Regallänge.

## Übersicht

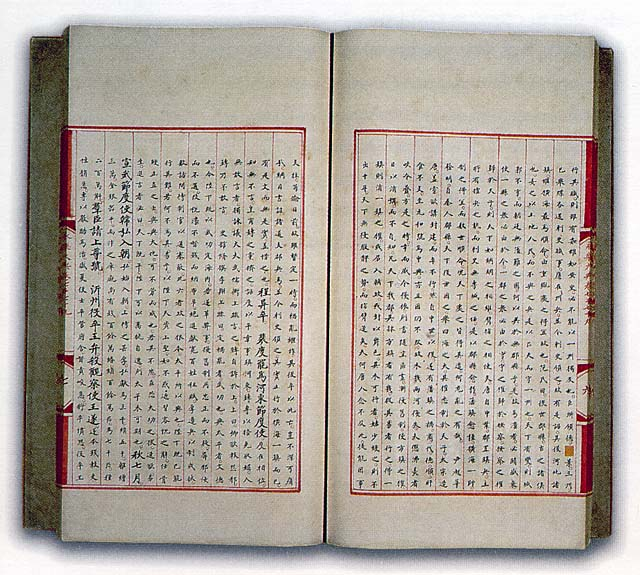
Yongle Dadian, Handschrift, ca. 1403

Das am Kaiserhof aufbewahrte Original-Manuskript der Yongle-Enzyklopädie ging aus unbekannten Gründen verloren, es existiert nur noch eine Abschrift, die im Lauf der sechs Jahrhunderte ihrer Existenz verstümmelt und schwer beschädigt wurde. Weltweit existieren heute nur noch etwa 400 Bände, also nur etwa vier Prozent des Gesamtwerks; davon befinden sich 221 in China. Die chinesische Nationalbibliothek sammelt seit 1912 Reste der Enzyklopädie und versucht seit 2002, die Fragmente zu restaurieren.
Über den Verbleib des Originals ist nichts bekannt; es gibt dazu vier Hypothesen:
- Es wurde zerstört bei einem Brand in Nanjing im Jahre 1449;
- es verbrannte im Palast der Himmlischen Reinheit in der Verbotenen Stadt unter der Regentschaft von Kaiser Jiaqing zur Zeit der Qing-Dynastie;
- es wurde zerstört mit der kaiserlichen Bibliothek (Wenyuange) in der Verbotenen Stadt am Ende der Ming-Dynastie;
- es wurde versteckt.

Siehe auch: Geschichte und Entwicklung der Enzyklopädie